# Tomas Zdechovsky
Tomáš Zdechovský (født 2. november 1979) er en tjekkisk politiker, krisechef, medieanalytiker, digter og forfatter. Siden 2014 har han været medlem af Europa-Parlamentet med KDU-ČSL, som er en del af Det Europæiske Folkeparti.

## Politisk aktivitet
Siden 2014 har Tomáš Zdechovský behandlet Michalák-sagen. Han kritiserer brugen af det norske Barnevernet og den norske børnebeskyttelsespolitik som helhed og kræver dens ændring. I 2014 begyndte han at deltage i en kampagne for at vende tilbage til Eva Michalákovás to sønner, som var blevet taget væk af den norske lokale børnehjælpstjeneste. Han indledte også et åbent brev til de norske myndigheder, som blev underskrevet af næsten 50 MEP'er fra forskellige lande og fraktioner i Europa-Parlamentet.
Han er også forfatter til introduktionen til bogen Stolen Childhood: The Truth About Norway's Child Welfare System. Bogen blev publisert i 2019 og behandler spørgsmålet om at tage børn væk fra deres forældre af den norske børnebeskyttelsestjeneste Barnevernet, årsagerne til denne institutions store indflydelse og årsagerne til den hyppige kritik af Barnevernet for menneskerettighedskrænkelser.
Siden 2019, da han startede sit andet mandat som MEP, har han haft disse stillinger:
- Næstformand i Udvalget om Beskæftigelse og Sociale Anliggender (EMPL)
- Medlem af Budgetkontroludvalget (CONT),
- Medlem af Delegationen for Forbindelserne med Japan (D-JP)
- Medlem af Delegationen for Forbindelserne med Landene i Sydasien (DSAS)
- Stedfortræder i Udvalget om Borgernes Rettigheder og Retlige og Indre Anliggender (LIBE)
- Stedfortræder i Det Særlige Udvalg om Udenlandsk Indblanding, herunder Spredning af Desinformation, i alle Demokratiske Processer i Den Europæiske Union (INGE)